# Paramesonchium belgicum
Paramesonchium belgicum is een rondwormensoort uit de familie van de Comesomatidae. De wetenschappelijke naam van de soort is voor het eerst geldig gepubliceerd in 1976 door Jensen.